# 黃仕儁
黃仕儁（1405年—？年），字廷臣，四川敘州府富順縣人，明朝政治人物。同進士出身。

## 生平
正統三年（1438年）戊午科四川鄉試第一名。正統七年（1442年）壬戌科會試第五十六名，殿試登進士第三甲第二十八名，任兵科給事中，陞河南右參議，天順元年（1457年），官至刑部左侍郎。成化十年（1474年）卒。

## 家族
曾祖黃桂林。祖父黃天貴。父亲黃志。